# Milestone (компанія)
Milestone S.r.l. (раніше Graffiti) — італійський розробник відеоігор зі штаб-квартирою в Мілані заснований Антоніо Фаріна в 1994 році. В 2019 році компанію та всю її ІВ придбали Embracer Group у рамках угоди за €44,9 млн, зробивши її дочірньою компанією одного зі своїх оперативних підрозділів Plaion (на той час Koch Media).

## Історія
Оригінальною назвою компанії заснованої в 1994 році була Graffiti. Першою помітною грою новонародженої студії стала гоночна гра Screamer. У 1996 році студія змінила бренд на Milestone і використала успіх Screamer для укладення видавничих угод з Virgin Interactive і Electronic Arts. Virgin Interactive стали видавцем наступних проєктів студії Screamer 2 і Screamer Rally, а Electronic Arts отримали ліцензію на ігри, засновані на Чемпіонатах світу з супербайку (SBK). Milestone і EA працювали над трьома такими іграми, випущеними до 2000 року. Ці ігри підвищили популярність Milestone і посприяли укладенню контракту з Atari. У той час видавець перебував у скрутному фінансовому становищі й звернувся до Milestone з ідеєю для їх майбутньої гри Racing Evoluzione. Проте Atari, як видавець, виділили досить незначні кошти на маркетинг та випустили її в 2003 році в прямій конкуренції зі схожим проєктом Project Gotham Racing 2 від Bizarre Creations, що призвело до фінансового провалу гри. Наприкінці 2002 року Milestone приєдналися до Leader Group. Racing Evoluzione зібрала неоднозначні відгуки від своєї цільової авдиторії та мала незадовільні комерційні результати, що призвело до виходу ключових фігур з компанії, на заміну яким студія найняла багатьох молодих розробників, що прагнули кардинально змінити подальший напрямок роботи компанії. Будучи на той час дочірньою компанією Leader Group, Milestone спочатку працювали виключно з їх внутрішнім видавцем Lago, але пізніше перейшли до співпраці з зовнішніми незалежними видавцями. Тим не менш, позиція Milestone як дочірньої компанії дозволила їй розвиватися та розробляти кілька проєктів для кількох платформ одночасно.
Після зміни творчого напрямку, Milestone перейшли до розробки ігор, що мали на меті конкурувати з серією Gran Turismo і подібними їй проєктами, хоча студія і не мала достатніх коштів для повноцінної конкуренції з цим тайтлом. Таким чином були випущені критично та фінансово провальні Alfa Romeo Racing Italiano та Corvette Evolution GT. Студія повернулася до розробки ігор, заснованих на мотоперегонах, популярному в Італії виді спорту, з випуском Super-Bikes Riding Challenge. Гра, випущена в 2006 році, значною мірою сформувала творчу ідентичність студії, що в подальшому продовжила розробку ігор про супербайк, включаючи інші ігри з довготривалою ліцензією SBK та MotoGP. Кількість співробітників Milestone зросла до 55 у 2007 та до 80 у 2010 роках, що зробило її найбільшим розробником відеоігор в Італії.
У 2011 році Milestone пройшли реструктуризацію, ставши незалежною компанією з метою подальшого зростання, залишаючись при цьому на самозабезпеченні. У 2012 році компанія перейшла у статус видавця і почала самостійно публікувати свої ігри. Milestone отримали ліцензію на ігри на базі MotoGP у 2013 році та випустили MotoGP 13 пізніше того ж року. Фінансовий успіх цієї гри привів компанію до нових ліцензійних угод з всесвітньо відомими чемпіонатами супербайку FIM Motocross, WRC і Monster Energy Supercross. До 2017 року прибуток компанії зріс до €28 млн. 14 серпня 2019 року Koch Media придбали Milestone, яка на той час налічувала 200 співробітників, разом зі всією ІВ за €44,9 млн, виплачених готівкою. Головний виконавчий директор Луїза Біксіо залишилася в студії після придбання.

## Розроблені відеоігри
| Рік          | Назва                                               | Платформи                                                                                                | Дж.         |
| Як Graffiti  | Як Graffiti                                         | Як Graffiti                                                                                              | Як Graffiti |
| ------------ | --------------------------------------------------- | --- | ----------- |
| 1994         | Super Loopz                                         | Super Nintendo Entertainment System                                                                      | [ 11 ]      |
| 1995         | Iron Assault                                        | MS-DOS                                                                                                   | [ 12 ]      |
| 1995         | Screamer                                            | MS-DOS                                                                                                   | [ 13 ]      |
| Як Milestone |                                                     | |             |
| 1996         | Screamer 2                                          | MS-DOS                                                                                                   | [ 14 ]      |
| 1997         | Screamer Rally                                      | Microsoft Windows, MS-DOS                                                                                | [ 15 ]      |
| 1999         | Superbike World Championship                        | Microsoft Windows                                                                                        | [ 16 ]      |
| 2000         | Superbike 2000                                      | Microsoft Windows, PlayStation                                                                           | [ 17 ]      |
| 2000         | Superbike 2001                                      | Microsoft Windows                                                                                        | [ 18 ]      |
| 2003         | Racing Evoluzione                                   | Xbox | [ 19 ]      |
| 2003         | L'eredità                                           | Microsoft Windows, PlayStation 2                                                                         |             |
| 2005         | Alfa Romeo Racing Italiano                          | Microsoft Windows, PlayStation 2, Xbox                                                                   | [ 20 ]      |
| 2005         | The X Factor Sing                                   | Microsoft Windows, PlayStation 2                                                                         | [ 21 ]      |
| 2006         | Australian Idol Sing                                | PlayStation 2                                                                                            | [ 22 ]      |
| 2006         | Corvette Evolution GT                               | Microsoft Windows, PlayStation 2                                                                         | [ 23 ]      |
| 2006         | Super-Bikes Riding Challenge                        | Microsoft Windows, PlayStation 2                                                                         | [ 24 ]      |
| 2006         | Suzuki Super-Bikes II: Riding Challenge             | Nintendo DS, PlayStation 2                                                                               | [ 25 ]      |
| 2007         | MotoGP 07                                           | PlayStation 2                                                                                            | [ 26 ]      |
| 2007         | SBK-07: Superbike World Championship                | PlayStation 2, PlayStation 3, PlayStation Portable                                                       | [ 27 ]      |
| 2007         | Super PickUps                                       | PlayStation 2, Wii                                                                                       | [ 28 ]      |
| 2008         | MotoGP 08                                           | Microsoft Windows, PlayStation 2, PlayStation 3, PlayStation Portable, Wii, Xbox 360                     | [ 29 ]      |
| 2008         | SBK-08: Superbike World Championship                | Microsoft Windows, PlayStation 2, PlayStation 3, PlayStation Portable, Xbox 360                          | [ 30 ]      |
| 2009         | SBK-09: Superbike World Championship                | Microsoft Windows, PlayStation 2, PlayStation 3, PlayStation Portable, Xbox 360                          | [ 31 ]      |
| 2009         | Superstars V8 Racing                                | Microsoft Windows, PlayStation 3, Xbox 360                                                               | [ 32 ]      |
| 2010         | SBK X: Superbike World Championship                 | Microsoft Windows, PlayStation 3, Xbox 360                                                               | [ 33 ]      |
| 2010         | Superstars V8 Next Challenge                        | Microsoft Windows, PlayStation 3, Xbox 360                                                               | [ 34 ]      |
| 2010         | WRC FIA World Rally Championship                    | Microsoft Windows, PlayStation 3, Xbox 360                                                               | [ 35 ]      |
| 2011         | SBK 2011: FIM Superbike World Championship          | Microsoft Windows, PlayStation 3, Xbox 360                                                               | [ 36 ]      |
| 2011         | WRC 2: FIA World Rally Championship                 | Microsoft Windows, PlayStation 3, Xbox 360                                                               | [ 37 ]      |
| 2012         | MUD: FIM Motocross World Championship               | Microsoft Windows, PlayStation 3, Xbox 360, PlayStation Vita                                             | [ 38 ]      |
| 2012         | SBK Generations                                     | Microsoft Windows, PlayStation 3, Xbox 360                                                               | [ 39 ]      |
| 2012         | WRC 3: FIA World Rally Championship                 | Microsoft Windows, PlayStation 3, Xbox 360, PlayStation Vita                                             | [ 40 ]      |
| 2013         | MotoGP 13                                           | Microsoft Windows, PlayStation 3, Xbox 360, PlayStation Vita                                             | [ 41 ]      |
| 2013         | WRC 4: FIA World Rally Championship                 | Microsoft Windows, PlayStation 3, Xbox 360, PlayStation Vita                                             | [ 42 ]      |
| 2013         | WRC Powerslide                                      | Microsoft Windows, PlayStation 3, Xbox 360                                                               | [ 43 ]      |
| 2013         | WRC Shakedown Edition                               | iOS |             |
| 2014         | MotoGP 14                                           | Microsoft Windows, PlayStation 3, PlayStation 4, PlayStation Vita, Xbox 360                              | [ 44 ]      |
| 2014         | MXGP The Official Motocross Videogame               | Microsoft Windows, PlayStation 3, PlayStation 4, PlayStation Vita, Xbox 360                              | [ 45 ]      |
| 2015         | Karate Master 2: Knock Down Blow                    | Microsoft Windows                                                                                        | [ 46 ]      |
| 2015         | MotoGP 15                                           | Microsoft Windows, PlayStation 3, PlayStation 4, Xbox 360, Xbox One                                      | [ 47 ]      |
| 2015         | Ride                                                | Microsoft Windows, PlayStation 3, PlayStation 4, Xbox 360, Xbox One                                      | [ 48 ]      |
| 2016         | Ducati: 90th Anniversary                            | Microsoft Windows, PlayStation 4, Xbox One                                                               | [ 49 ]      |
| 2016         | MXGP2: The Official Motocross Videogame             | Microsoft Windows, PlayStation 4, Xbox One                                                               | [ 50 ]      |
| 2016         | Sébastien Loeb Rally EVO                            | Microsoft Windows, PlayStation 4, Xbox One                                                               | [ 51 ]      |
| 2016         | Valentino Rossi: The Game                           | Microsoft Windows, PlayStation 4, Xbox One                                                               | [ 52 ]      |
| 2017         | MotoGP 17                                           | Microsoft Windows, PlayStation 4, Xbox One                                                               | [ 53 ]      |
| 2017         | MXGP3: The Official Motocross Videogame             | Microsoft Windows, PlayStation 4, Xbox One, Nintendo Switch                                              | [ 54 ]      |
| 2017         | Ride 2                                              | Microsoft Windows, PlayStation 4, Xbox One                                                               | [ 55 ]      |
| 2018         | Gravel                                              | Microsoft Windows, PlayStation 4, Xbox One                                                               | [ 56 ]      |
| 2018         | Monster Energy Supercross: The Official Videogame   | Microsoft Windows, PlayStation 4, Xbox One, Nintendo Switch                                              | [ 57 ]      |
| 2018         | MotoGP 18                                           | Microsoft Windows, PlayStation 4, Xbox One, Nintendo Switch                                              | [ 58 ]      |
| 2018         | MXGP: Pro                                           | Microsoft Windows, PlayStation 4, Xbox One                                                               | [ 59 ]      |
| 2018         | Ghostly Matter                                      | Microsoft Windows                                                                                        | [ 60 ]      |
| 2018         | Ride 3                                              | Microsoft Windows, PlayStation 4, Xbox One                                                               | [ 61 ]      |
| 2019         | Monster Energy Supercross 2: The Official Videogame | Microsoft Windows, PlayStation 4, Xbox One, Nintendo Switch                                              | [ 62 ]      |
| 2019         | MotoGP 19                                           | Microsoft Windows, PlayStation 4, Xbox One, Nintendo Switch                                              | [ 63 ]      |
| 2019         | MXGP 2019                                           | Microsoft Windows, PlayStation 4, Xbox One                                                               | [ 64 ]      |
| 2020         | Monster Energy Supercross 3: The Official Videogame | Microsoft Windows, PlayStation 4, Xbox One, Nintendo Switch, Stadia                                      | [ 65 ]      |
| 2020         | MotoGP 20                                           | Microsoft Windows, PlayStation 4, Xbox One, Nintendo Switch, Stadia                                      | [ 66 ]      |
| 2020         | Ride 4                                              | Microsoft Windows, PlayStation 4, PlayStation 5, Xbox One, Xbox Series X/S                               | [ 67 ]      |
| 2020         | MXGP 2020                                           | Microsoft Windows, PlayStation 4, PlayStation 5, Xbox One                                                | [ 68 ]      |
| 2021         | Monster Energy Supercross 4: The Official Videogame | Microsoft Windows, PlayStation 4, PlayStation 5, Xbox One, Xbox Series X/S, Stadia                       | [ 69 ]      |
| 2021         | MotoGP 21                                           | Microsoft Windows, PlayStation 4, PlayStation 5, Xbox One, Xbox Series X/S, Stadia, Nintendo Switch      | [ 70 ]      |
| 2021         | Hot Wheels Unleashed                                | Microsoft Windows, PlayStation 4, PlayStation 5, Xbox One, Xbox Series X/S, Nintendo Switch, Amazon Luna | [ 71 ]      |
| 2021         | MXGP 2021                                           | Microsoft Windows, PlayStation 4, PlayStation 5, Xbox One, Xbox Series X/S                               | [ 72 ]      |
| 2022         | Monster Energy Supercross 5: The Official Videogame | Microsoft Windows, PlayStation 4, PlayStation 5, Xbox One, Xbox Series X/S                               | [ 73 ]      |
| 2022         | MotoGP 22                                           | Microsoft Windows, PlayStation 4, PlayStation 5, Xbox One, Xbox Series X/S, Nintendo Switch              | [ 74 ]      |
| 2022         | Ride 4                                              | Amazon Luna                                                                                              | [ 67 ]      |
| 2022         | SBK 22                                              | Microsoft Windows, PlayStation 4, PlayStation 5, Xbox One, Xbox Series X/S                               | [ 75 ]      |
| 2023         | Monster Energy Supercross 6: The Official Videogame | Microsoft Windows, PlayStation 4, PlayStation 5, Xbox One, Xbox Series X/S                               | [ 76 ]      |
| 2023         | MotoGP 23                                           | Microsoft Windows, PlayStation 4, PlayStation 5, Xbox One, Xbox Series X/S, Nintendo Switch              | [ 77 ]      |
| 2023         | SBK 23                                              | Microsoft Windows, PlayStation 4, PlayStation 5, Xbox One, Xbox Series X/S                               |             |
| 2023         | Ride 5                                              | Microsoft Windows, PlayStation 5, Xbox Series X/S                                                        | [ 78 ]      |
| 2023         | Hot Wheels Unleashed 2: Turbocharged                | Microsoft Windows, PlayStation 5, Xbox Series X/S                                                        | [ 79 ]      |
| 2024         | MotoGP 24                                           | Microsoft Windows, PlayStation 4, PlayStation 5, Xbox One, Xbox Series X/S, Nintendo Switch              | [ 80 ]      |
| 2024         | Monster Jam Showdown                                | Microsoft Windows, PlayStation 4, PlayStation 5, Xbox One, Xbox Series X/S, Nintendo Switch              | [ 81 ]      |
| 2025         | MotoGP 25                                           | |             |
| 2025         | Monster Energy Supercross 25                        | | [ 82 ]      |
| 2026         | Screamer                                            | Microsoft Windows, PlayStation 5, Xbox Series X/S                                                        | [ 83 ]      |